# Chemin du Chapitre
Pour les articles homonymes, voir Rue du Chapitre.
Le chemin du Chapitre (en occitan : camin del Capítol) est une voie de Toulouse, chef-lieu de la région Occitanie, dans le Midi de la France.

## Situation et accès

### Description
Le chemin du Chapitre est une voie publique. Il traverse le quartier de Lafourguette. Il correspond à l'ancien chemin vicinal no 86, qui allait de Fontaine-Lestang à Lafourguette.
La chaussée compte une voie de circulation automobile dans chaque sens. Il appartient à une zone 30 et la vitesse y est limitée à 30 km/h. Il n'existe pas d'aménagement cyclable.

### Voies rencontrées
Le chemin du Chapitre rencontre les voies suivantes, dans l'ordre des numéros croissants (« g » indique que la rue se situe à gauche, « d » à droite) :
1. Avenue Larrieu-Thibaud
2. Rue Alexandra-David-Néel (g)
3. Rue du Médecin-Colonel-Calbairac (g)
4. Rue Mireille-Sorgue (d)
5. Rue du Médecin-Colonel-Calbairac (g)
6. Rue Mireille-Sorgue (d)
7. Rue Jean-Bardy (g)
8. Rue Maryse-Bastié (g)
9. Allée Emmanuel-Laurent (g)
10. Rue de Gironis

## Odonymie
Le chemin tient son nom d'un domaine agricole, qui appartenait au XVe siècle au chapitre de la cathédrale Saint-Étienne. Il possédait d'ailleurs d'autres domaines voisins tels que Bordelongue, Braqueville, Empalot,, Gironis et Lafourguette.

## Patrimoine et lieux d'intérêt

### Fermes et maisons toulousaines
- no  7 : ferme (deuxième quart du XIXe siècle)[8].
- no  18 : ferme (deuxième quart du XIXe siècle)[9].
- no  45 : maison toulousaine (premier quart du XXe siècle)[10].
- no  71 : ferme (deuxième moitié du XIXe siècle)[11].
- no  73 : maison toulousaine (premier quart du XXe siècle)[12].

### Parc de Gironis
Le parc de Gironis est un espace vert de 10 hectares. Il est aménagé entre 1984 et 1985 à l'emplacement d'une ancienne gravière, et inauguré le 27 avril 1985. Les anciennes plantations ont été conservées et augmentées de 150 arbres : frênes, cèdres, érable, pins parasol, micocouliers, arbre de Judée. Il propose un parcours santé de 3 km qui fait le tour du lac, un boulodrome, et un terrain de bi-cross, ainsi que trois aires de jeu pour enfants.
Le parc accueille également des événements ponctuels, tels que la Foire lusitanienne de gastronomie et d'artisanat au mois de juin.